# Arturo Mackenna Íñiguez
Arturo Mackenna Íñiguez (Nueva York, 21 de noviembre de 1946) es un ingeniero, economista, académico y empresario chileno, gerente general de Empresas CMPC por espacio de más de 24 años.

## Primeros años de vida
Fue hijo del matrimonio conformado por el ingeniero Arturo Mackenna Shiell y Laura Íñiguez Sanfuentes, tuvo otros tres hermanos: Juan, Carlos y Antonio.
Estudió en el Colegio del Verbo Divino de la capital. Tras titularse como ingeniero civil industrial por la Universidad de Chile, en pleno Gobierno de la  Unidad Popular, viajó a los Estados Unidos, donde en 1975 finalizó los cursos de un programa de doctorado en economía en el Instituto Tecnológico de Massachusetts (MIT).
Previamente dedicó parte de su tiempo a la docencia en el Departamento de Ingeniería Industrial de la Universidad de Chile, el mismo lugar donde se formó.

### Matrimonio e hijos
Casado con María Cecilia Ronco, es padre de seis hijos, Arturo, Ignacio, María José, María Cecilia, Tomás y María Trinidad. 

## Labor pública
Ya en su país, se unió a la Compañía Cervecerías Unidas (CCU), donde ejerció el cargo de gerente de desarrollo desde el año 1977. En 1981, siendo ya subgerente general, dejó la firma para incorporarse a Empresas CMPC, invitado por Eliodoro Matte Larraín, uno de los socios, a quien conocía desde sus tiempos de universidad.
En La Papelera se inició como gerente de desarrollo. Luego pasó a desempeñarse como gerente de operaciones de mercado interno y en 1986 fue nombrado gerente general, en reemplazo del propio Matte.
Su gestión destaca -entre otros logros- por haber multiplicado varias veces el valor bursátil de la compañía, haber liderardo la internacionalización de la empresa y haber sido el artífice del reordenamiento de 1995, que supuso la separación de las actividades en cinco áreas: forestal, celulosa, papeles, tissue y productos de papel.
Su salida del puesto se concretó el 28 de abril de 2011, fecha en la que pasó a formar parte del directorio de la sociedad. A este renunció el 23 de octubre de 2015, en medio de una investigación -en ese instante aún no pública- sobre la colusión de la filial de tissue de CMPC con SCA Chile.